# 杰伊·亨弗里斯
约翰·杰伊·亨弗里斯（英語：John Jay Humphries，1962年10月17日—）是美国NBA联盟职业篮球运动员。他在1984年的NBA选秀中第1轮第13顺位被菲尼克斯太阳选中。